# Vladimir Goryayev
Vladimir Mikhaylovich Goryayev  (en biélorusse : Уладзімір Міхайлавіч Гараеў ; né le 19 mai 1939 à Nikulino) est un athlète soviétique biélorusse spécialiste du triple saut. Licencié au Dynamo Minsk, il mesure 1,82 m pour 78 kg. 

## Carrière
En 1960, à l'occasion des Jeux Olympiques d'été de Rome, Vladimir se classe 2ème avec 16m63 constituant un nouveau record personnel. Il est seulement battu par le polonais Józef Szmidt établissant un nouveau record olympique avec 16,81m. 
Deux ans plus tard, en 1962, il battra ce record de deux centimètres supplémentaire effectuant 16,65m. Il gagne le championnat Soviétique de triple saut en 1962 et 1963.

### Palmarès
| Date | Compétition           | Lieu     | Résultat | Performance |
| ---- | --------------------- | -------- | -------- | ----------- |
| 1960 | Jeux olympiques d'été | Rome     | 2e       | 16,63 m     |
| 1964 | Championnats d'Europe | Belgrade | 2e       | 16,39 m     |

### Records
| Épreuve     | Performance | Lieu | Date |
| ----------- | ----------- | ---- | ---- |
| Triple saut | 16,65 m     |      | 1962 |